# Автомобильная заправочная станция

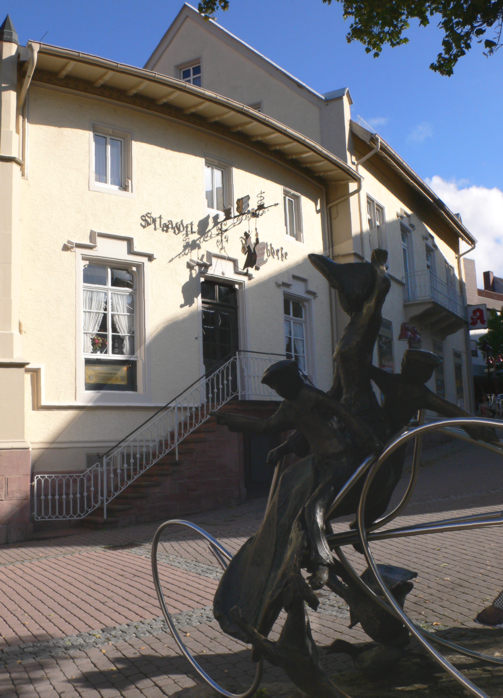
Первая «заправочная станция» мира — аптека в Вислохе, в которой жена Карла Бенца купила бензин для поездки Мангейм — Пфорцгейм

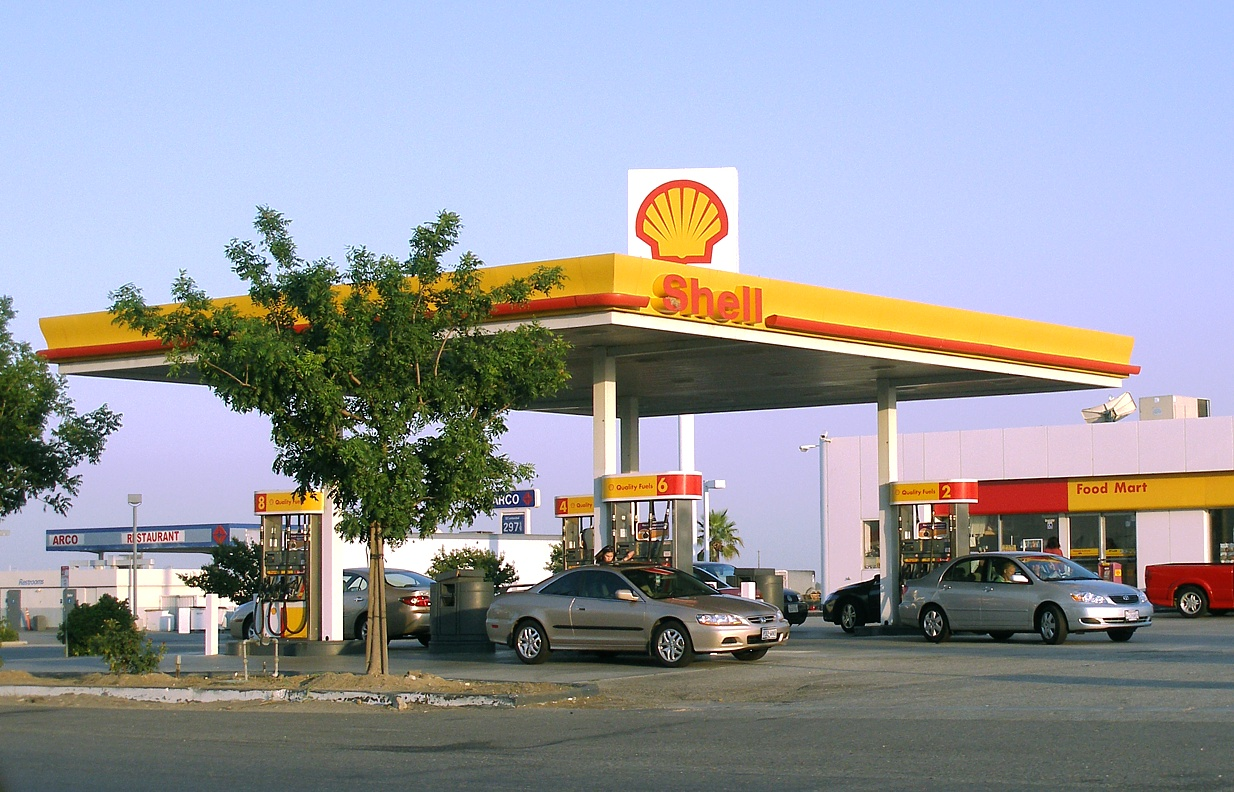
Современная заправочная станция компании Shell в Калифорнии

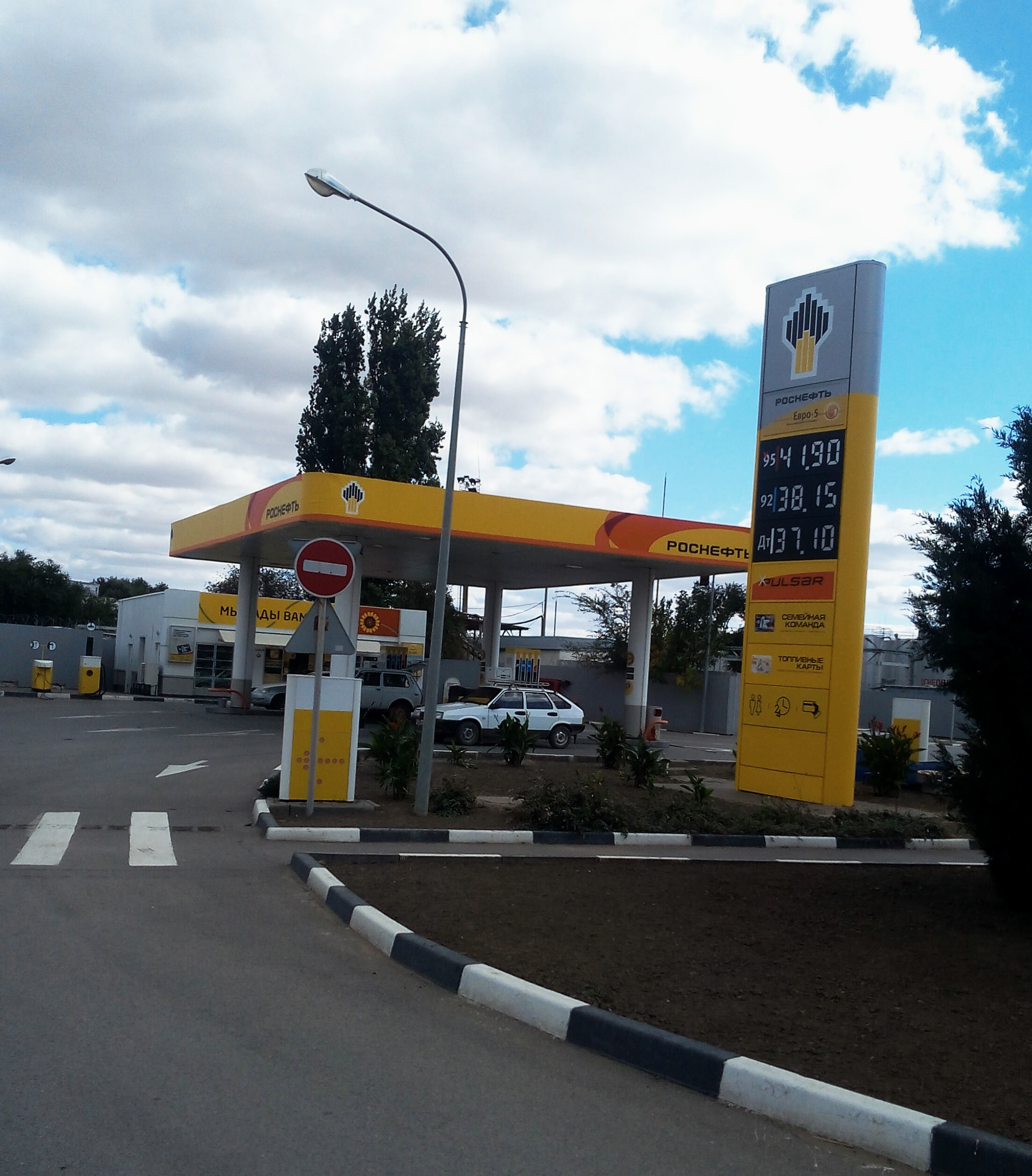
АЗС «Роснефть» в Сальске

Автомоби́льная запра́вочная ста́нция (АЗС, бензоколонка, автозаправка, заправка) — комплекс оборудования на придорожной территории, предназначенный для заправки топливом транспортных средств.

## Классификация

### По топливу

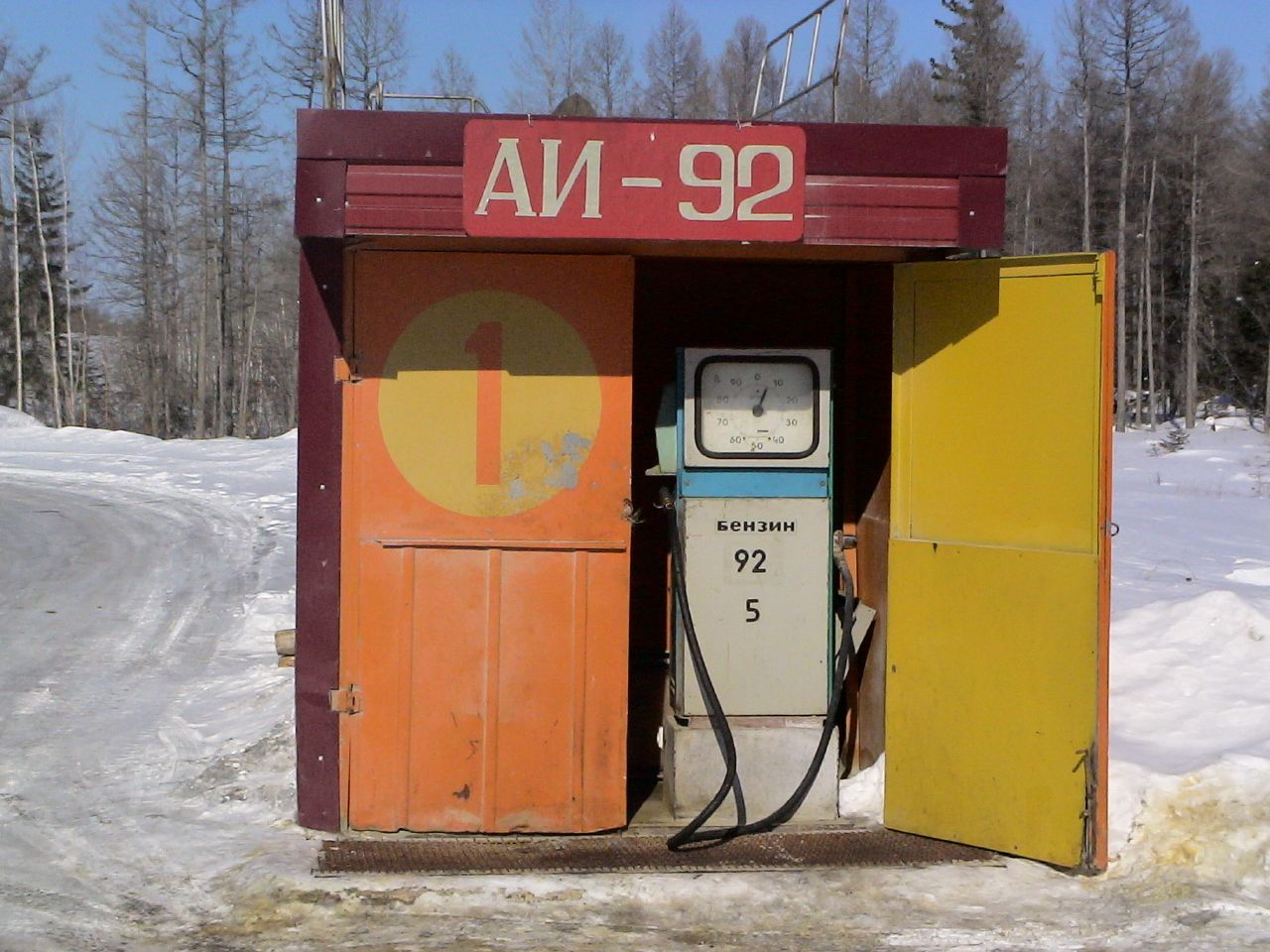
АЗС в Сибири, ещё времён СССР

Бензозаправочные станции — оснащены аппаратурой для заправки транспортных средств бензином и дизельным топливом.

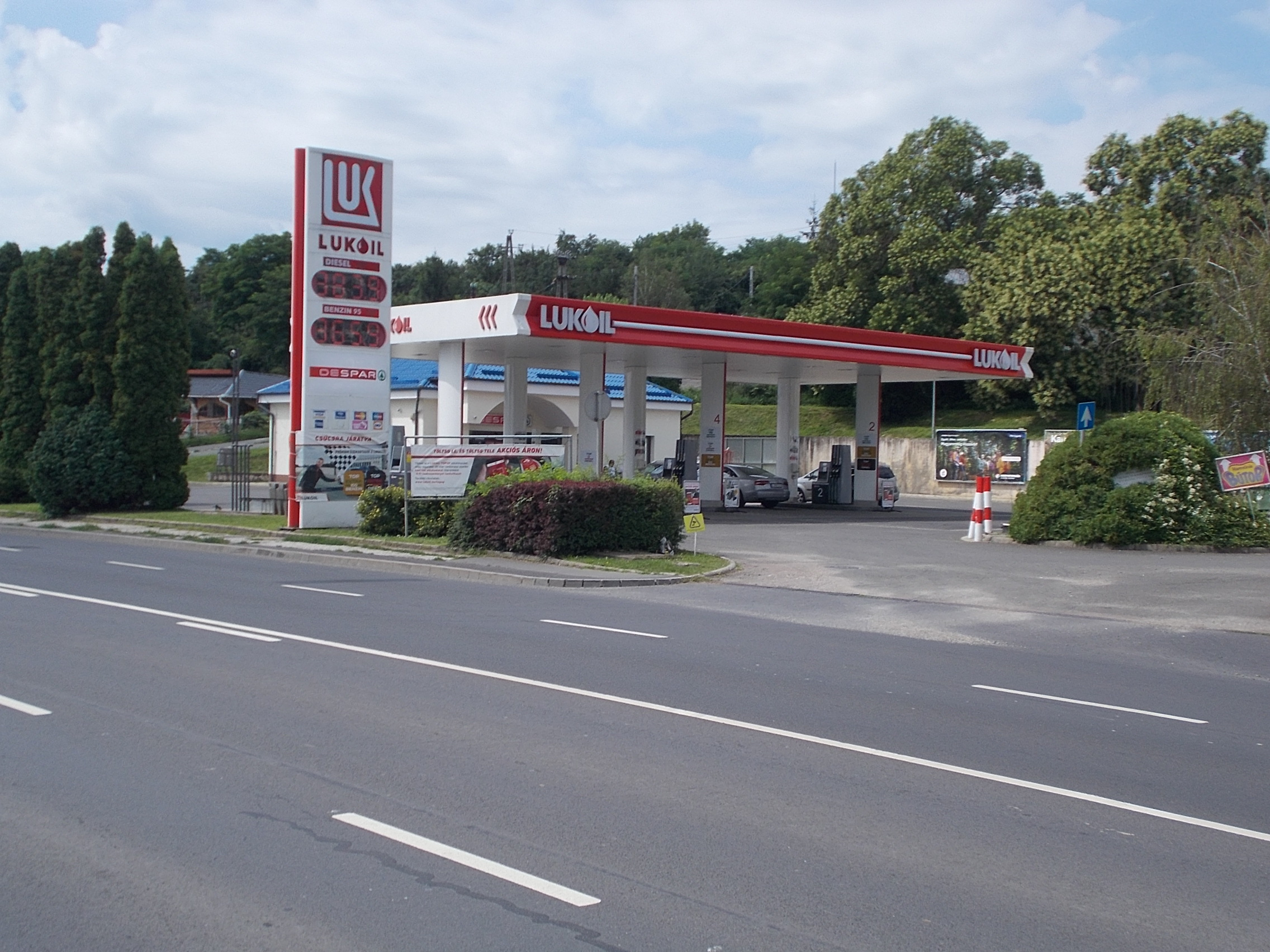
Заправочная станция Лукойл в Венгрии

Газозаправочные станции двух основных видов:
- Автомобильные газонаполнительные компрессорные станции (АГНКС) предназначены для заправки сжатым природным газом (CNG) (пропаном или метаном)
- Автомобильные газозаправочные станции (АГЗС) — для заправки сжиженным нефтяным газом (LPG).

Комбинированные АЗС — оснащаются оборудованием для заправки как бензином и дизельным топливом, так и газом.

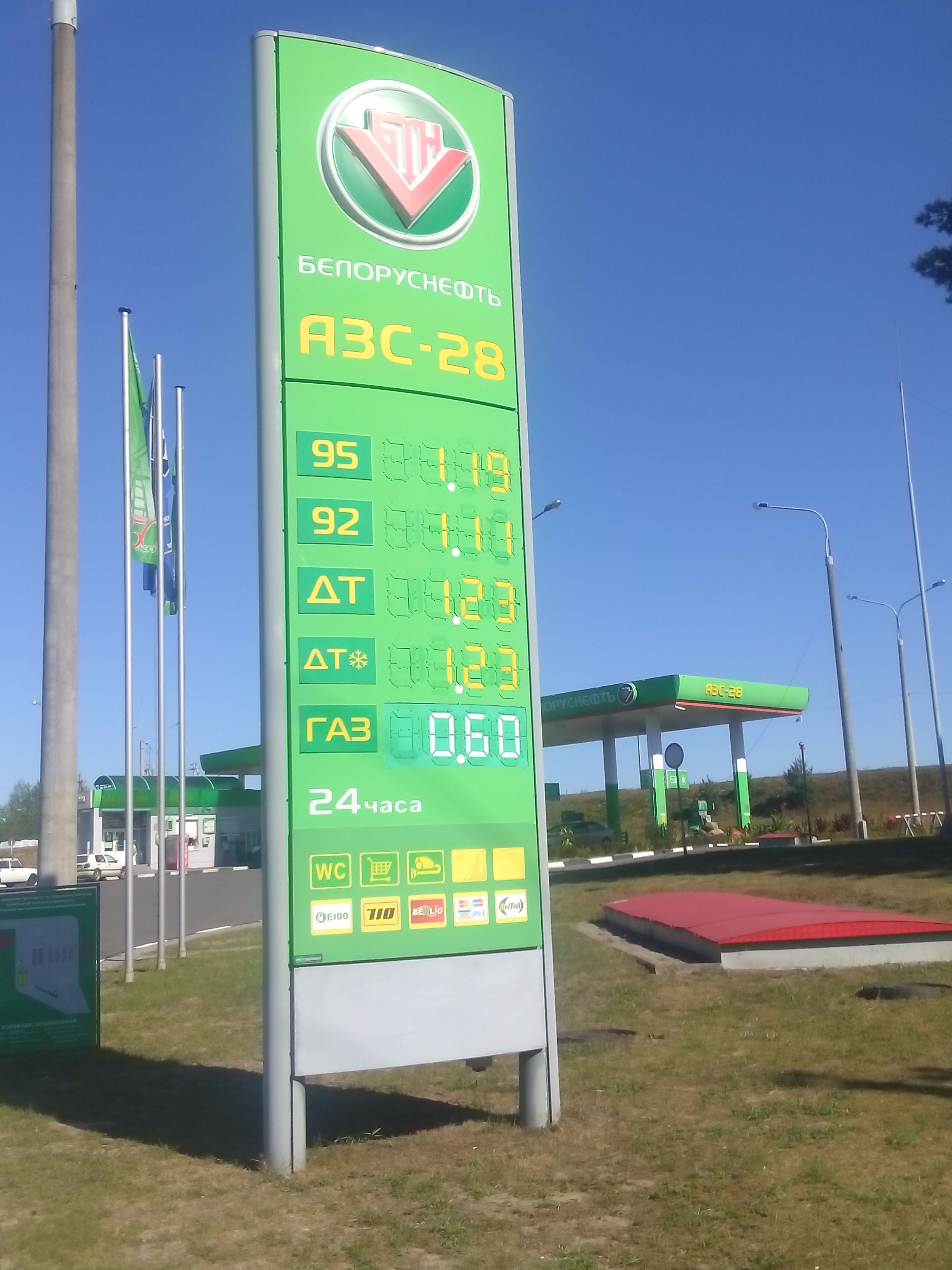
Комбинированная АЗС (бензин, дизельное топливо и газ) в Белоруссии

Также к автозаправочным станциям можно отнести зарядные станции — АЗС, предназначенные для электромобилей и оборудованные постами зарядки аккумуляторов. Они могут выполняться как в виде отдельных станций, так и в виде постов зарядки на бензиновых или газовых АЗС.

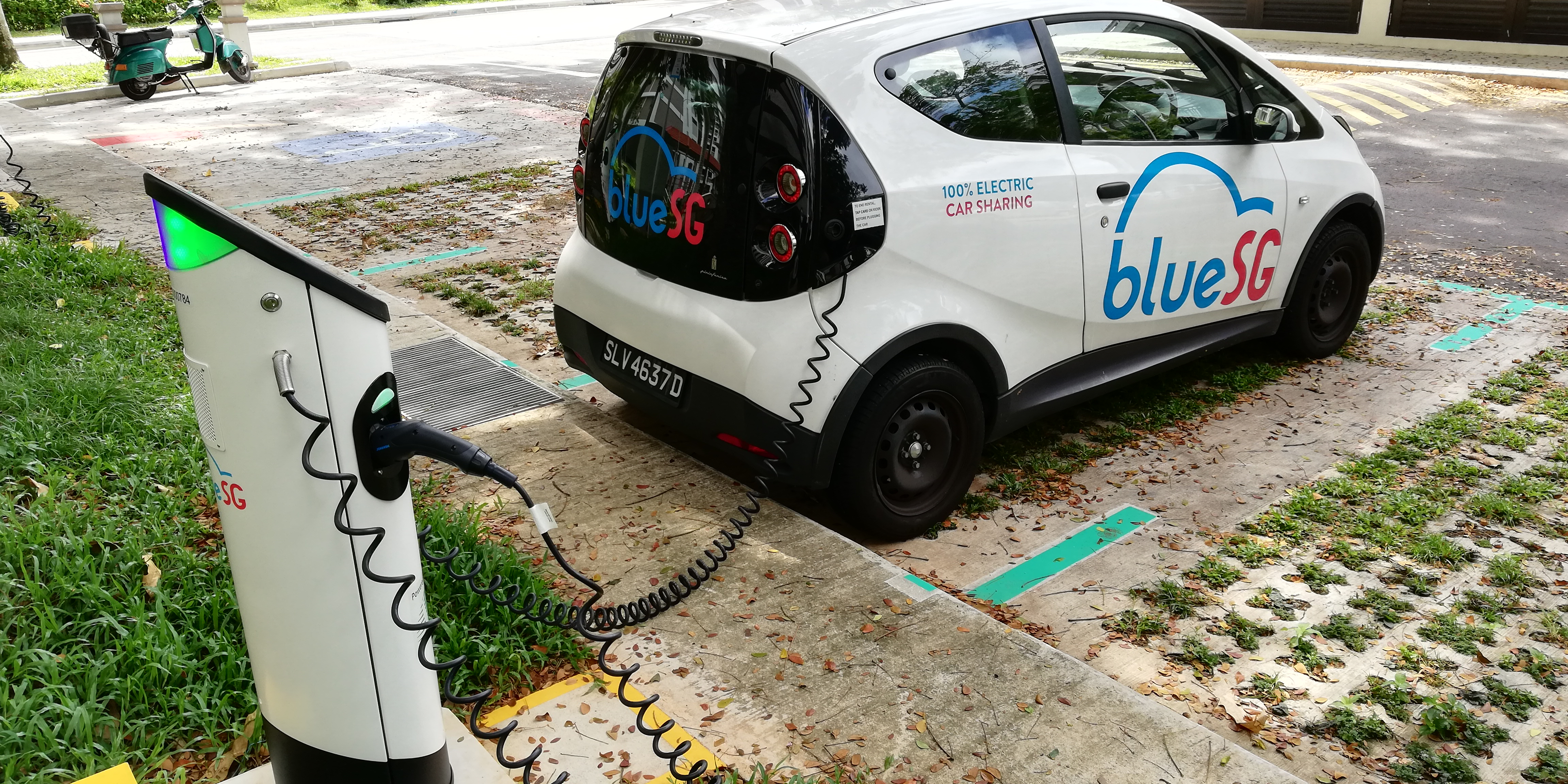
Электромобиль на зарядной станции

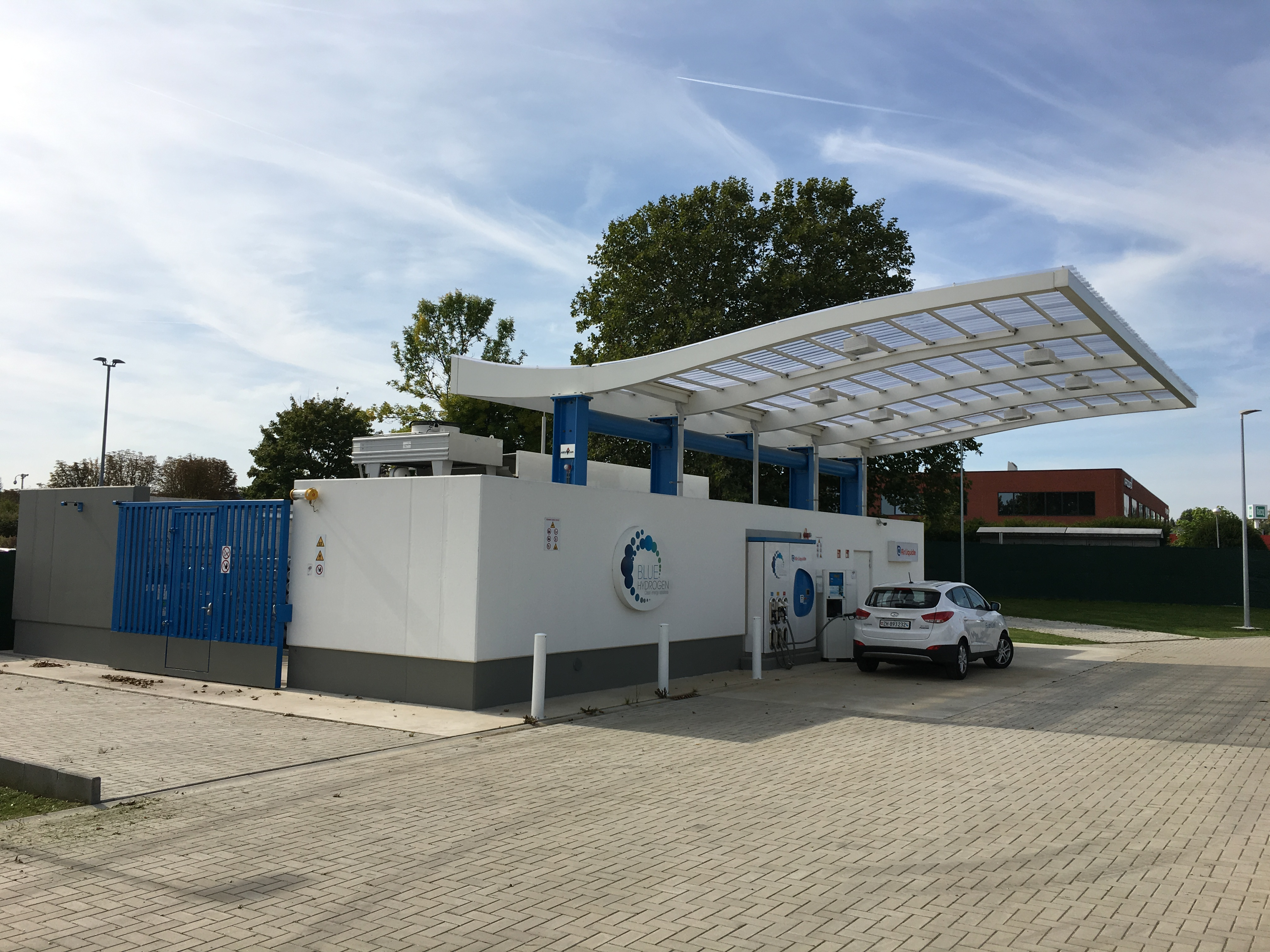
Водородная заправочная станция в Бельгии

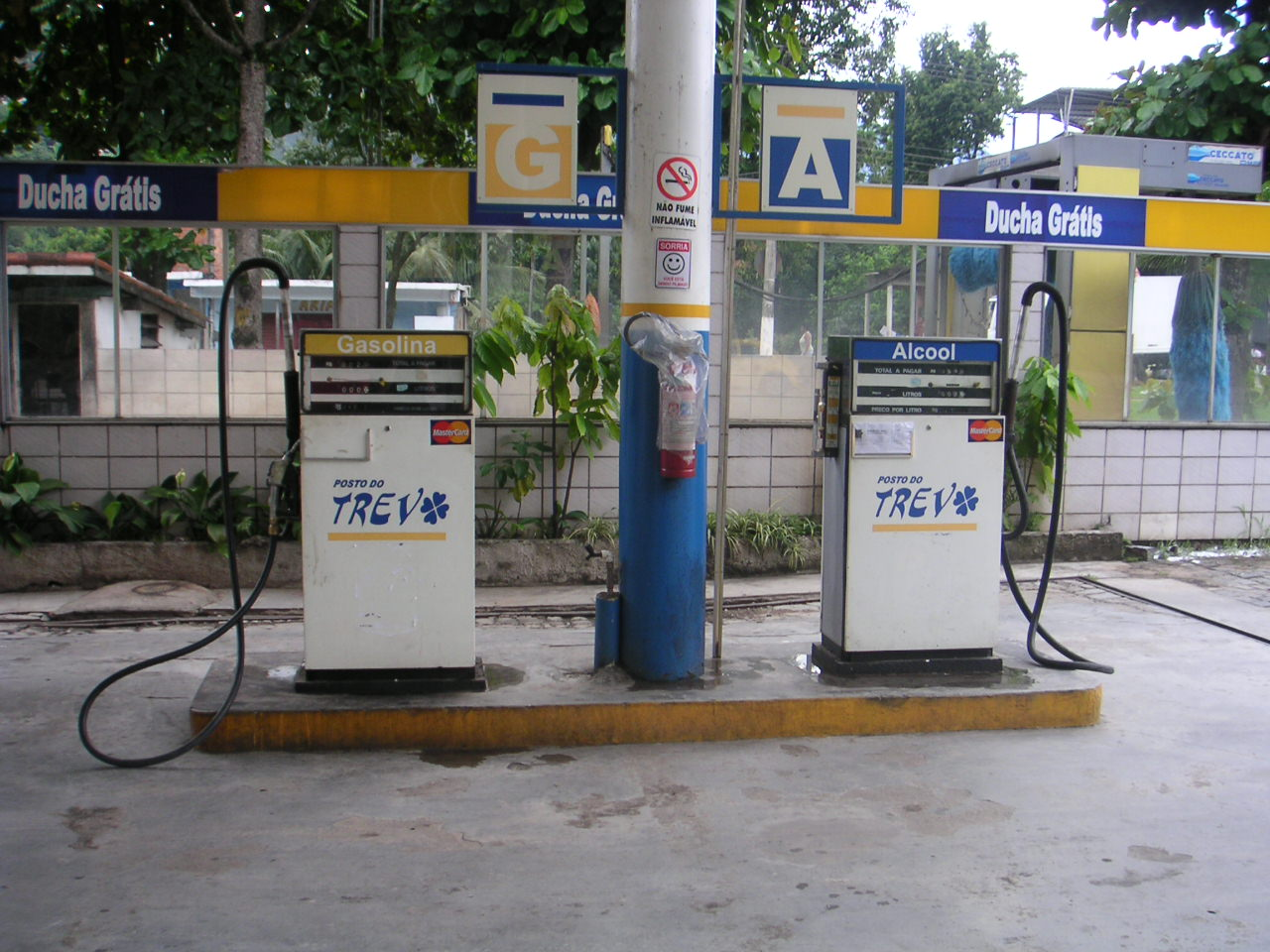
Заправка биоэтанола в Бразилии

Существуют и несколько типов водородных заправочных станций, для транспортных средств использующих водород в качестве топлива.
Также в других странах в качестве топлива используют спирт (биоэтанол), биогаз и другие виды биотоплива.

### По конструкции
По конструкции, условно, АЗС можно разделить на:
- Стационарные АЗС — представляют собой комплекс зданий и сооружений, предназначенных для заправки транспортных средств топливом;
- Контейнерные автозаправочные станции (КАЗС) — АЗС, технологические схемы которых предназначены для заправки транспортных средств только жидким моторным топливом и характеризуется надземным расположением резервуаров и размещением топливораздаточных колонок в контейнере хранения топлива, выполненном как единое заводское изделие.

### Заправки на предприятиях
Также существуют стационарные заправки на предприятиях для служебного транспорта.

## Дополнительные сервисы

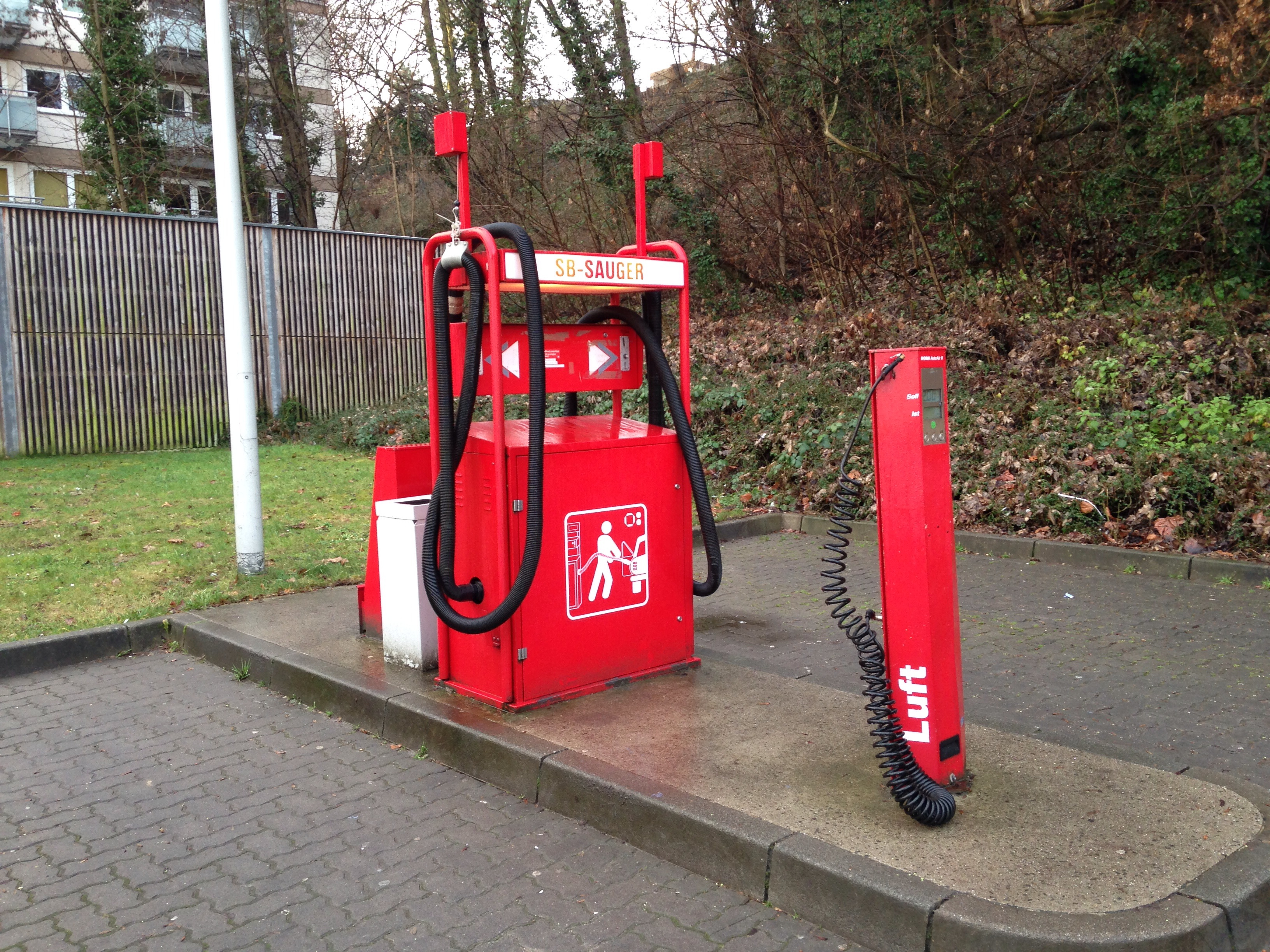
стационарный пылесос и компрессор на АЗС

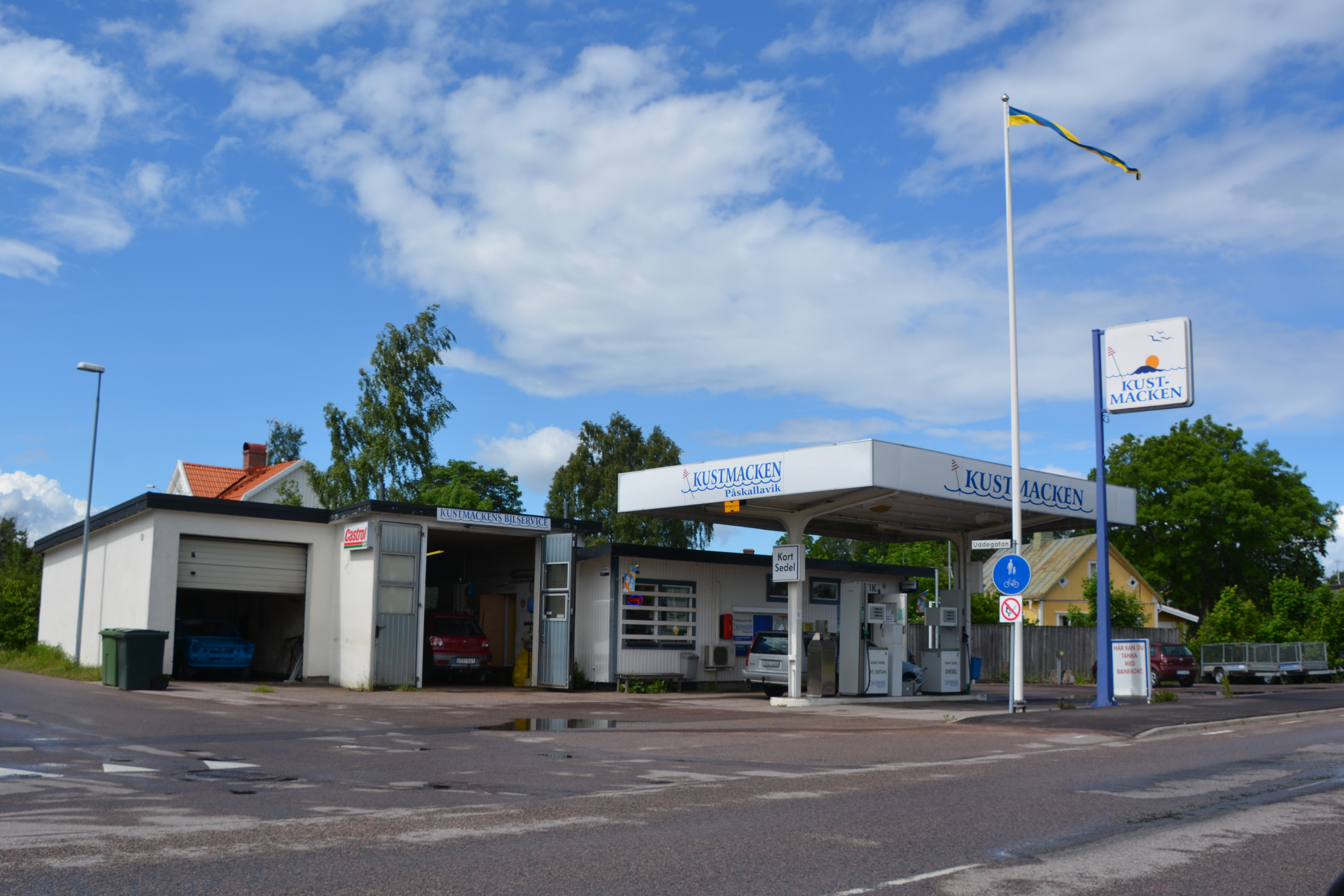
Автосервис возле заправки в Швеции

На современных автозаправочных станциях зачастую сервис не ограничивается продажей топлива. Часто на таких станциях имеется небольшой магазин, электронные часы с термометром, туалет, Wi-Fi, реже закусочная, кафе, банкомат, мойка, душ, автосервис и автомагазин, часто на заправках продают автомасла, тормозную жидкость, тосол, жидкость для мытья стёкол, пылесос, компрессор для подкачки шин и т. д. В США распространены трак-стопы или travel center в которых собственно заправка является лишь частью комплекса включающего в себя услуги стоянки для автомобилей, центры отдыха и досуга, кафе и магазины. В Польше установили на АЗС стиральные и сушильные машины для дальнобощиков и авто путешественников.

## Заправки-автоматы

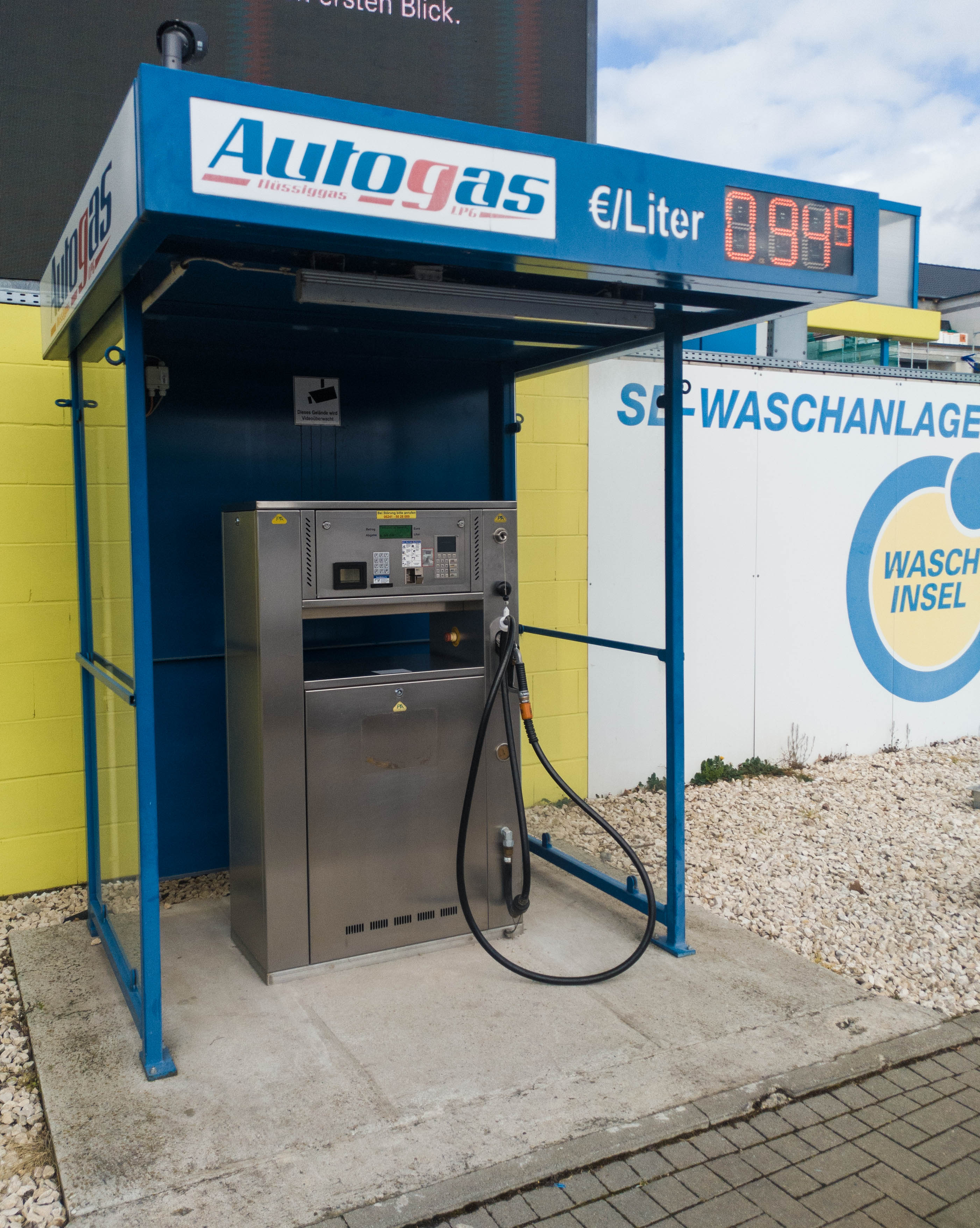
Мини-заправка-автомат сжиженного нефтяного газа в Германии

Заправки самообслуживания или заправки-автоматы экономят площадь для заправки, не нужно платить зарплату заправщикам. Работают как обычные торговые автоматы, можно расплатиться карточкой или наличными.

## Безопасность
Стационарные АЗС оснащаются системами освещения и молниезащиты. На заправках обязательно есть огнетушители, установлен запрет на курение и использование открытого огня, есть сигнализация и видеонаблюдение.
По расположению различают дорожные и городские АЗС. К городским АЗС предъявляют более строгие требования по безопасности, в частности допускаемые расстояния до жилых домов, школ, больниц, общественных зданий строго регламентированы.

## Количество заправочных станций в мире
- В 2011 году в Российской Федерации было около 25 тысяч АЗС[3]. Рынок АЗС довольно централизован: в 2007 году лишь чуть более 50 % рынка занимали независимые компании, остальными владели ВИНК[4].
  - В Москве в пределах МКАД насчитывается порядка 600 АЗС[5].
- В 2007 году в Великобритании насчитывалась 9 271 заправочная станция (в 1992 — примерно 18 000)[6].
- По итогам переписи в США было 121 446 автозаправочных станций в 2002 году[7].
- В Канаде количество АЗС идёт на убыль, около 14 000[8].

## История возникновения АЗС

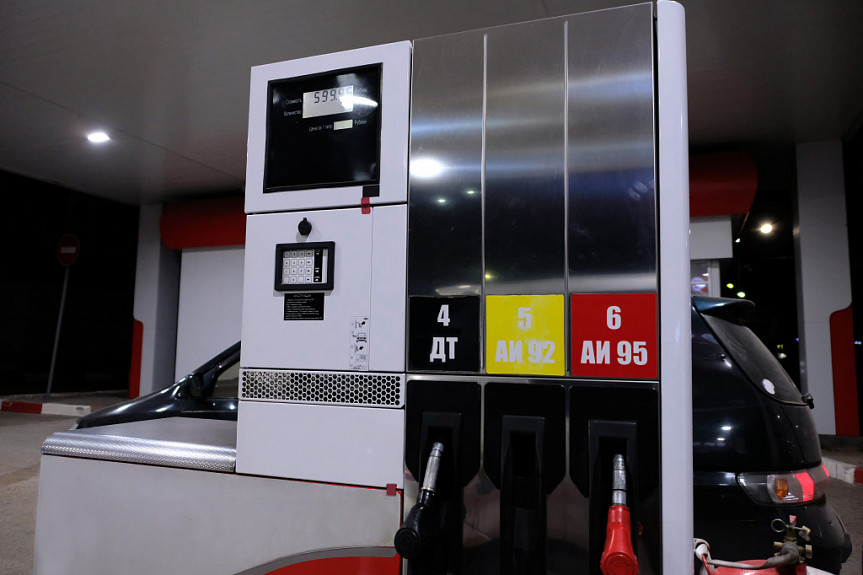
Современная колонка автозаправочной станции. Россия

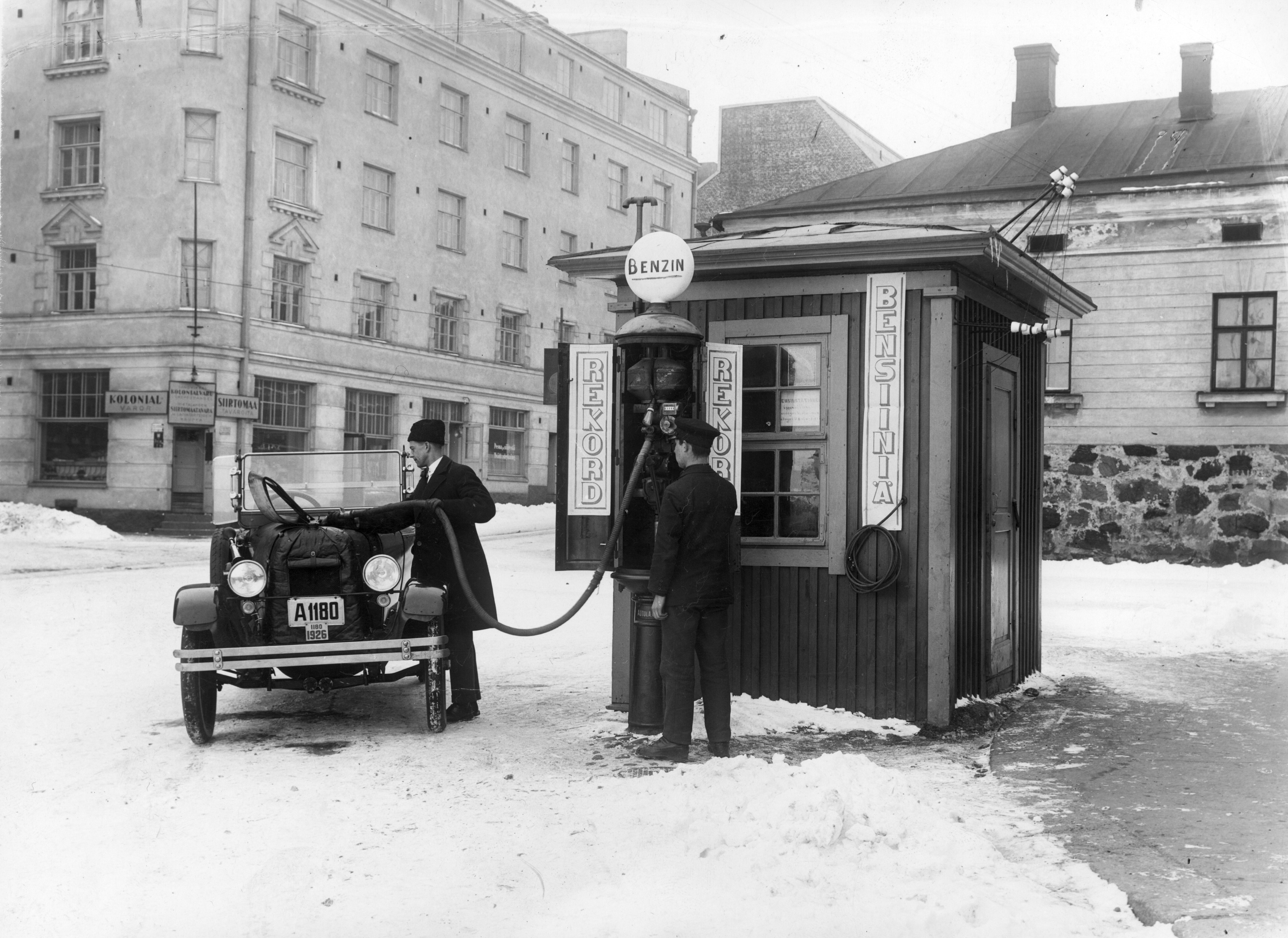
Заправка-киоск 1926 год, Финляндия

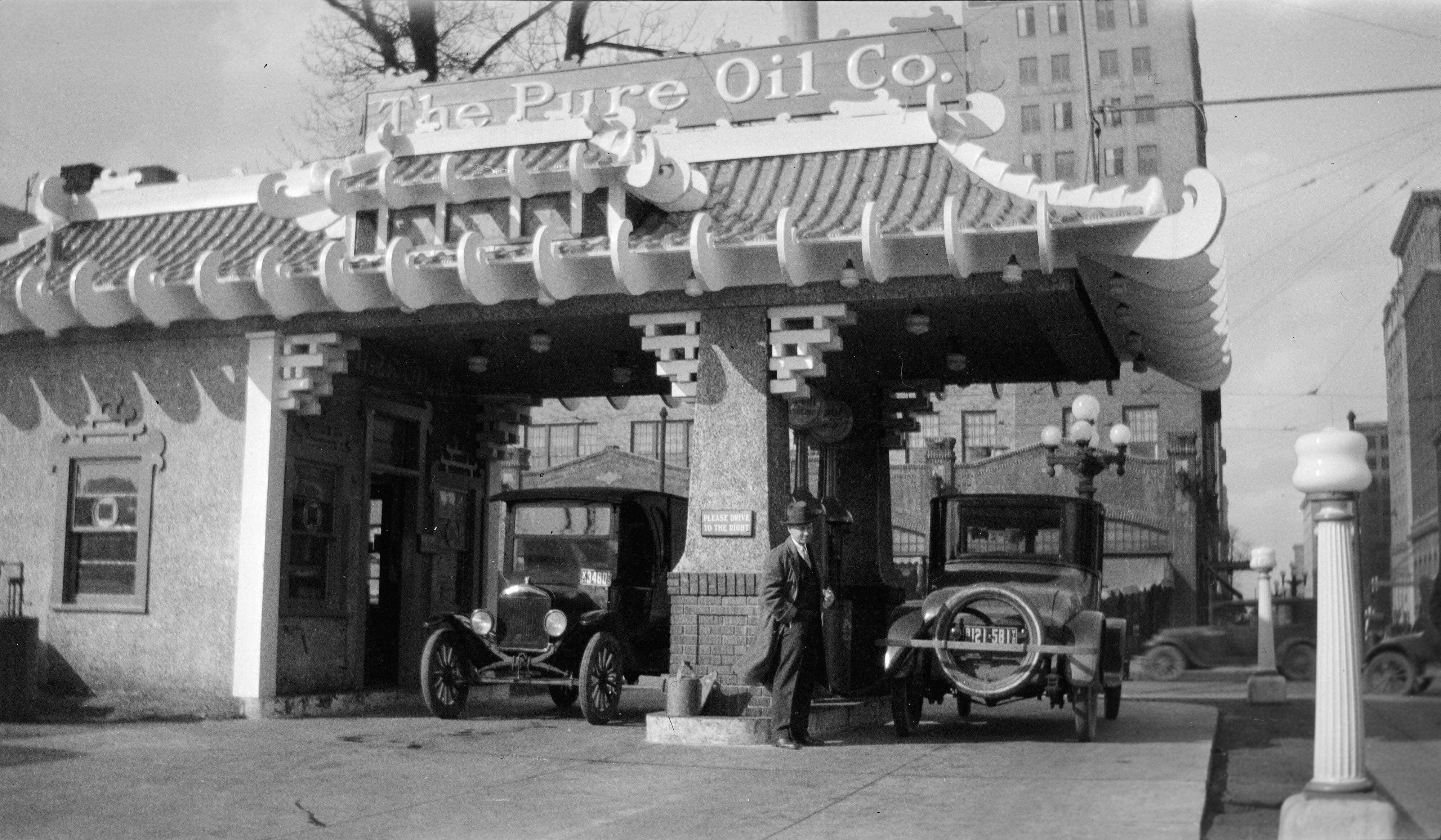
Заправка в США, 1927 год

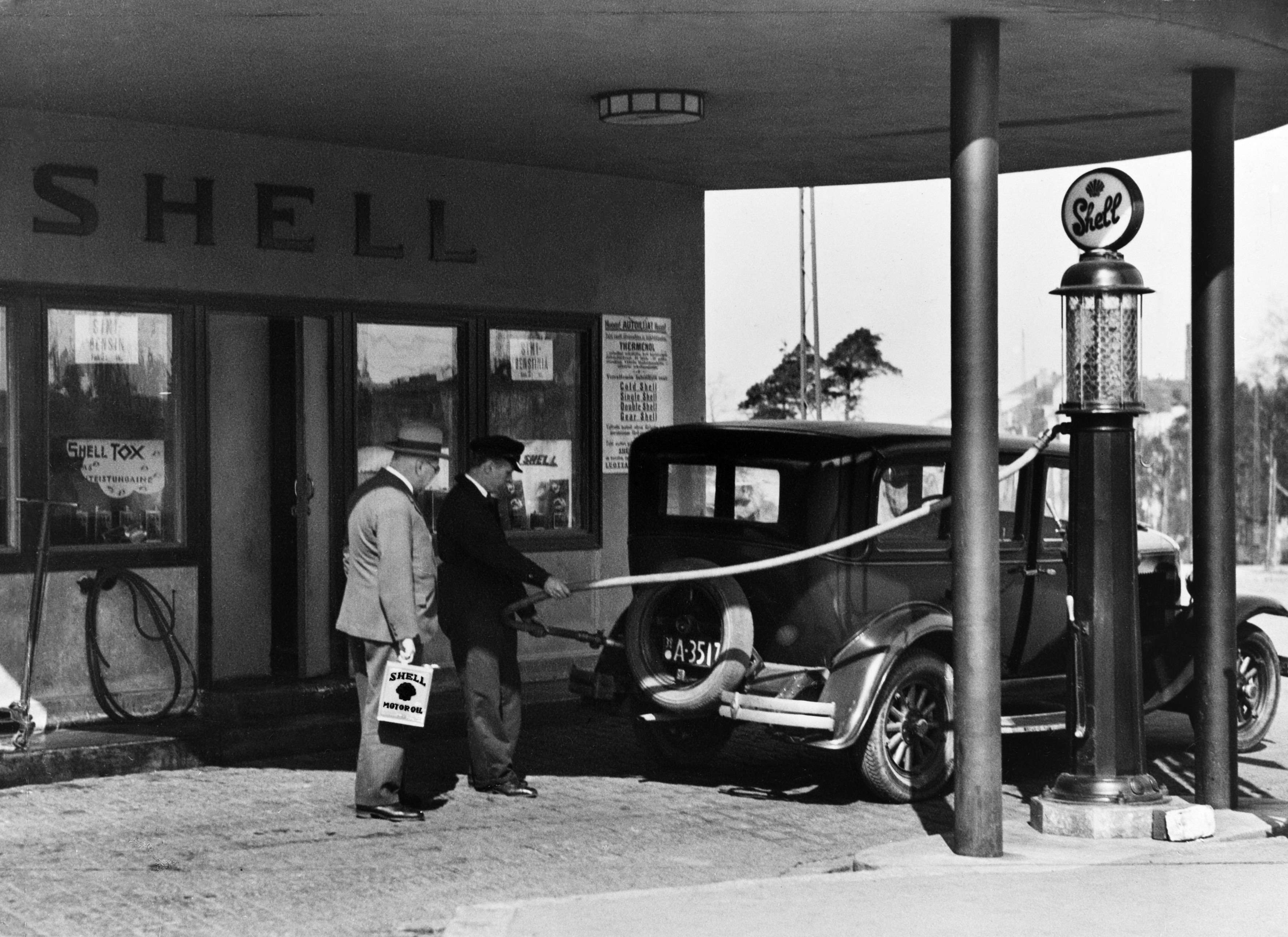
Автозаправка «Shell» 1932 год, Финляндия

Впервые бензин и другие виды топлива, такие как бытовой газ, начали продавать в аптеках, для хозяина аптеки это был дополнительный источник заработка и считался побочным бизнесом. Первой газобензиновой станцией была аптека в городе Вислох (Германия), где Берта Бенц жена Карла Бенца наполнила бак первого автомобиля, на котором она совершила первое путешествие из Мангейма в Пфорцгейм и обратно в 1888 году.
В 2008 году Берте Бенц установили мемориальную табличку в память об этом событии.
Первые стоящие отдельно «станции для автомобилистов» появились в США в начале XX века (есть упоминания о 1907). Первые заправки представляли собой одну — две цистерны, стоящие на подпорках, от каждой шли шланги, по которым бензин самотёком поступал в баки автомобилей.
Реальный рост и развитие бензозаправок начался в 1920-е годы. Число автозаправок, на которые мог въехать автомобиль, выросло приблизительно с 12 000 в 1921 году до 143 000 в 1929. В это же время заправки стали оснащаться крупными вывесками, комнатами отдыха, навесами и мощёными подъездными путями.
К концу 1920-х годов деньги делались не только на бензине, но и на продаже покрышек, аккумуляторов и запчастей. Вошёл в употребление и получил широкое распространение новый тип насоса: бензин поступал наверх, в стеклянный резервуар, так что покупатель мог убедиться в его чистоте, а затем по шлангу в бензобак автомобиля.
В России первые бензоколонки появились в 1911 году, когда Императорское автомобильное общество заключило договор с Товариществом «Бр. Нобель» относительно «Бензиновых станций».
В 1914 году в крупных городах страны работало 440 таких станций.
В 1920-е — 1930-е годы в СССР продолжилось развитие сети автозаправочных станций.
Начиная с 1950-х годов в связи с ростом автомобильного парка количество АЗС стало возрастать.
В 1960-х — 1980-х годах АЗС в СССР были как общедоступные, так и обслуживающие только государственный автотранспорт, появились и передвижные АЗС. Оборудование для советских АЗС производили предприятия треста ГАРО.

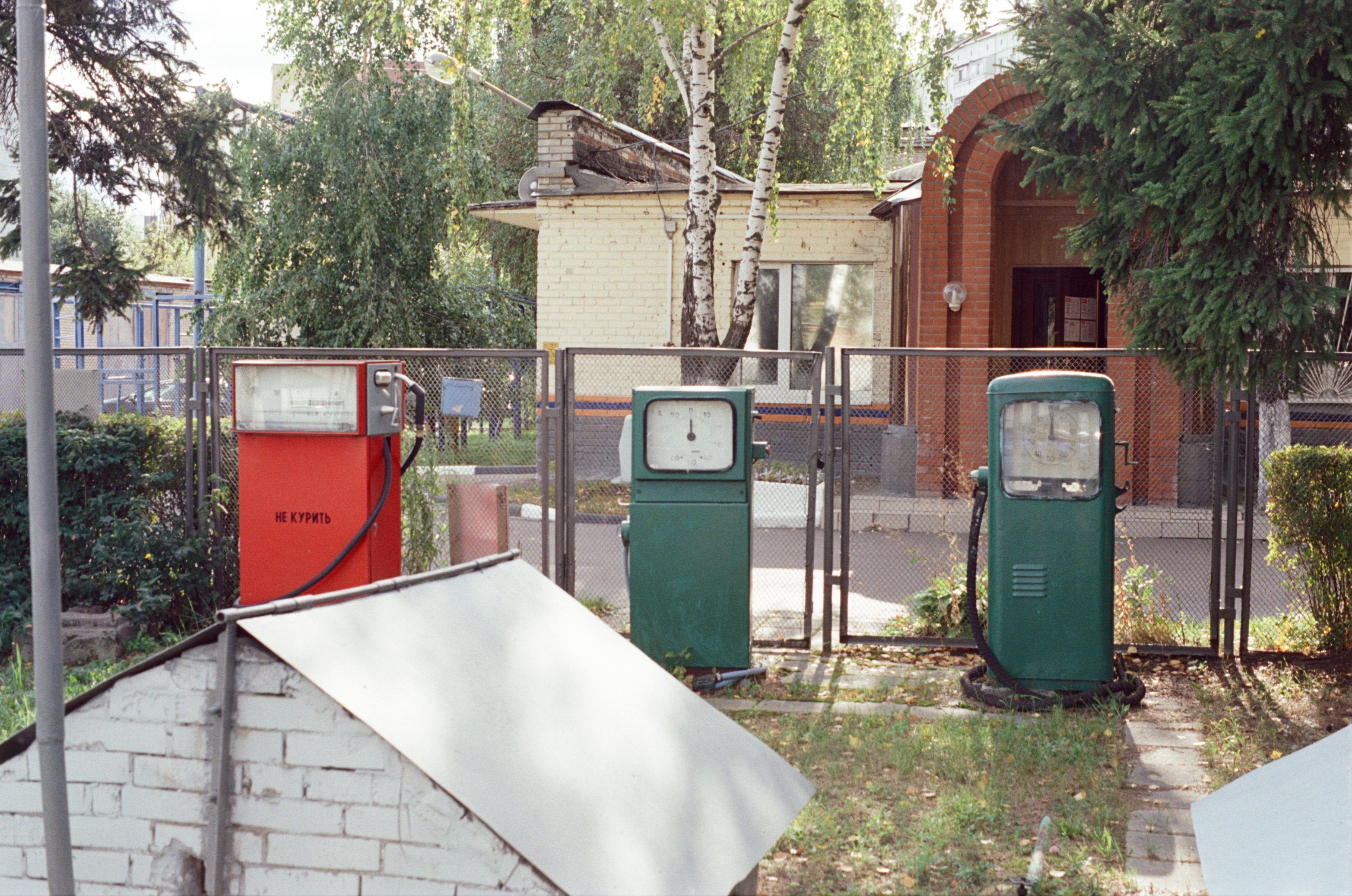
Советские топливораздаточные колонки (Видное, пожарная часть)

В 1970-х годах был построен ряд автозаправок по финскому проекту, а также начали появляться бензоколонки фирмы Adast (ЧССР).
В 1990-х после развала СССР, часто государственные заправки были закрыты или были большие очереди, а частные были не везде, бензин и дизельное топливо продавали частники у дороги из канистр, бочек и других ёмкостей, также продавали из бензовозов, цену и марку бензина писали на картонке, часто эти же частники скупали бензин на заправках и потом перепродавали дороже. Можно было также купить бензин дешевле у водителей на предприятиях.